# Diplotaxis siifolia
Diplotaxis siifolia är en korsblommig växtart som beskrevs av Gustav Kunze. Diplotaxis siifolia ingår i släktet mursenaper, och familjen korsblommiga växter.

## Underarter
Arten delas in i följande underarter:
- D. s. bipinnatifida
- D. s. siifolia
- D. s. vicentina